# Estë

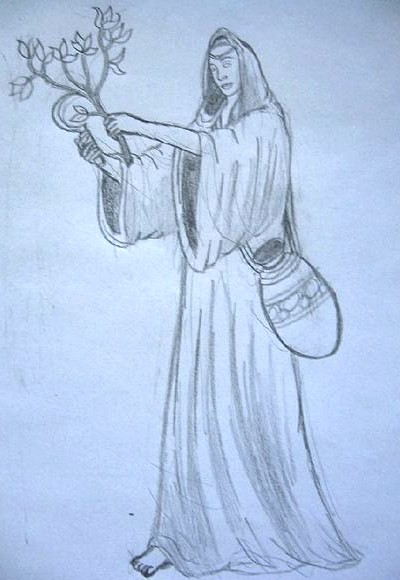
Estë

Estë is een personage uit de boeken van J.R.R. Tolkien. Haar naam betekent "rust". Rust is ook haar gave, Estë heelt de wonden en zorgen.
Estë is een van de Valier, de koninginnen van de Valar. Ze is de vrouw van Irmo en leeft met hem in de tuinen van Lorien in Valinor. Overdag rust zij op het eiland bij het meer Lorellin.